# Pseudolepis squamosa
Pseudolepis squamosa là một loài bọ cánh cứng trong họ Chrysomelidae. Loài này được Medvedev & Zoia miêu tả khoa học năm 2001.